# Roberto Kobelt

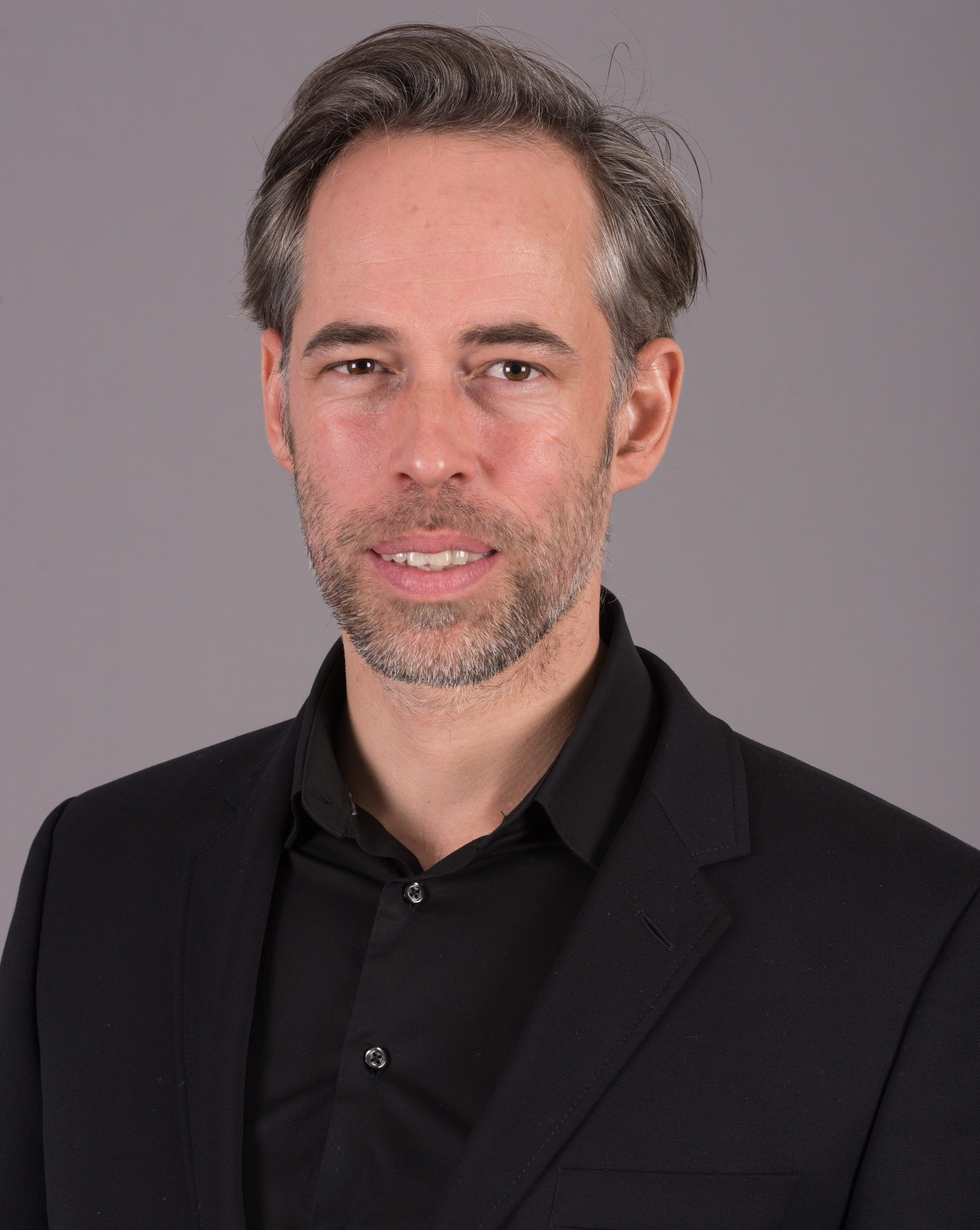
Roberto Kobelt (2016)

Roberto Kobelt (* 19. April 1976 in Jena) ist ein deutscher Politiker. Von 2014 bis 2019 war er für Bündnis 90/Die Grünen Abgeordneter des Thüringer Landtags, 2024 wurde er erneut in den Landtag gewählt, nun für das Bündnis Sahra Wagenknecht.

## Privates und Beruf
Roberto Kobelt wuchs in Klengel auf und absolvierte im Anschluss an das Abitur ein Architekturstudium an der Bauhaus-Akademie in Weimar mit Abschluss als Diplom-Ingenieur 2002. Von 2009 bis 2024 arbeitete er als selbständiger Architekt.

## Politische Tätigkeit
Er gehörte dem Stadtrat von Weimar von 2004 bis 2014 an und kandidierte bei den Bürgermeisterwahlen 2012 in Rudolstadt als Bürgermeister. Bei der Landtagswahl in Thüringen 2014 errang er ein Mandat über die Landesliste. Ab Dezember 2014 war er stellvertretender Fraktionsvorsitzender der Fraktion von Bündnis 90/Die Grünen im Thüringer Landtag und Fraktionssprecher für Umwelt, Energie, Naturschutz, Landesentwicklung, Bauen, Verkehr und Sport. Er war Mitglied im Ausschuss für Umwelt, Energie und Naturschutz sowie stellvertretender Vorsitzender im Ausschuss für Infrastruktur und Landwirtschaft. Nach dem Ergebnis der Landtagswahl in Thüringen 2019 schied er aus dem Landtag aus.
Bei der Bundestagswahl 2017 trat Kobelt als Kandidat seiner Partei im Wahlkreis Suhl – Schmalkalden-Meiningen – Hildburghausen – Sonneberg und auf Platz 2 der Landesliste der Bündnis 90/Die Grünen Thüringen an, verfehlte aber den Einzug in den Deutschen Bundestag. Er war jedoch erster Nachrücker für den Fall, dass die Thüringer Bündnis 90/Die Grünen-Mandatsträgerin Katrin Göring-Eckardt aus dem Bundestag ausgeschieden wäre. Auch nach der Landtagswahl in Thüringen 2019 wäre er im Fall eines Rückzugs als Nachrücker in den Landtag eingezogen.
Bei der Landtagswahl in Thüringen 2024 wurde er für das Bündnis Sahra Wagenknecht in den Landtag gewählt.